# Pierre Allain
Pour les articles homonymes, voir Allain (homonymie).
Pas d'image ? Cliquez ici
Pierre Allain, né le 7 janvier 1904 à Mirebeau (Vienne) et mort le 19 décembre 2000 à Saint-Martin-d'Uriage (Isère), est un alpiniste et grimpeur français. Alpiniste de pointe dans les années 1930, il réalise la première ascension de la face nord du Petit Dru en 1935. Repensant le matériel d'alpinisme, il a apporté des innovations techniques significatives contribuant à la sécurité et à l'amélioration du niveau des alpinistes.

## Biographie
Pierre Allain, né le 7 janvier 1904 à Mirebeau (Vienne) est issu d'un milieu modeste. 
Il est élevé à Paris où il commence à travailler à 15 ans comme apprenti mécanicien. Il est tour à tour électricien, confectionneur et commerçant.
Dans les années 1920, il découvre la montagne en vacances dans le massif d'Allevard dans les Alpes, réalisant des courses longues et faciles.
En 1930, son ami Robert Latour lui fait découvrir l'escalade en forêt de Fontainebleau et Chamarande. Il entre donc au groupe de Bleau (comptant notamment Marcel Ichac, Pierre Chevalier, Jean Deudon, Raymond Gaché, Alain Le Ray, Jacques Boell, etc.). En 1930, il réalise sa première vraie saison d'alpinisme dans les Alpes avec Robert Latour. Comme les autres alpinistes parisiens, il passe donc la saison d'été dans les Alpes et grimpe le reste de l'année à Fontainebleau.
En montagne, ses premières courses difficiles sont l'arête ouest du Coup de Sabre et la face sud de la Meije en Oisans. Il fait ensuite des ascensions dans les aiguilles de Chamonix.
En 1934-1935, il ouvre à Paris un magasin pour vendre les articles de montagne de son invention. 
En 1936, il participe à la première expédition française en Himalaya (Karakoram) avec notamment ses camarades Jean Leininger, Marcel Ichac, Jean Charignon, etc. La cordée d’assaut du Hidden Peak (8 068 mètres) menée par Pierre Allain atteint 6 850 mètres puis doit abandonner ses positions en raison de la tempête due à la mousson, en avance de 3 semaines.
En 1941, il travaille en Algérie sur le chantier du chemin de fer Méditerranée-Niger (abandonné plus tard). Revenu en France à Chamonix, il participe en 1944 à la libération de la vallée de l'Arve. En 1950, il ne peut participer à l’expédition de l'Annapurna pour des raisons de santé. Son camarade du groupe de Bleau Marcel Ichac sera le seul « ancien » de l’expédition du Karakoram de 1936 à partir à l’Annapurna.
En 1963, il quitte Paris pour s’installer définitivement dans les Alpes, à Uriage dans le Dauphiné. Il consacre son temps à son atelier qui fabrique des mousquetons légers, des échelles de spéléologie, etc. Il produisait ainsi pas moins de 25 000 mousquetons par an.
Homme modeste, artisan avant tout, Pierre Allain a refusé la présidence du Groupe de haute montagne (GHM), qui regroupe l'élite de l’alpinisme français, voire mondial.
En 1984, à 80 ans, il escalade la voie Boell à la Dibona, avec son fils Paul.

## Principales ascensions
- 1933 : première de l'arête sud-ouest de l'Aiguille du Fou avec Robert Latour.
- 1934 : première de l'arête sud-ouest du Pic Sans Nom avec Jean Vernet et Jean Charignon et première de la face sud de la Meije jusqu'au Glacier Carré avec Jean Vernet et Jean Leininger.
- 1935 : première ascension de la face nord du Petit Dru[3] avec Raymond Leininger (sans crampon, sans chaussure de montagne, avec une corde de chanvre de 7 mm de diamètre). « Cette première fit à l'époque le tour de l'Europe[4]. » Puis ouverture d'une « directissime » dans la face sud de La Meije depuis le Glacier Carré, avec Raymond Leininger[5] (fin de la voie ouverte en 1934). Également première de la face est de la Dent du Caïman avec Raymond Leininger.
- 1937 : première de l'arête est de la dent du Crocodile[6] avec les frères Jean Leininger et Raymond Leininger et première de l’arête nord-est des Grands Charmoz avec Yves Feutren.
- 1938 : première (sans lancer de corde) du Doigt de l’Etala aux Petits Charmoz avec Jean Leininger. Tentative à l'éperon Walker aux Grandes Jorasses avec Raymond Leininger. L'éperon, grand défi des alpinistes européens de l'époque, sera vaincu quelques jours plus tard par les Italiens menés par Riccardo Cassin.
- 1945 : première traversée des aiguilles de Chamonix du Plan aux Grands Charmoz avec Guy Poulet. Utilisation du décrocheur.
- 1946 : troisième ascension de l'éperon Walker (des Grandes Jorasses) avec Guy Poulet, René Ferlet et Jacques Poincenot.
- 1947 : première de la face sud-ouest du Cardinal avec F. Aubert, Auguste Fix et J. Rousseau. Première de la face ouest de l'aiguille de Blaitière avec Auguste Fix (qui grimpa en tête), dont le passage-clé, une fissure déversante au rebord évasé devait se situer dans la difficulté maximale de l'époque (6 sup). Effectuant la deuxième ascension, Terray et Lachenal confirmèrent que cette voie dépassait en difficulté rocheuse, tout ce qui était connu dans le massif du Mont Blanc.
- 1950 : première de l’arête nord-ouest des Grands Charmoz avec Marcel Schatz (membre de l’expédition à l’Annapurna).

## Inventions
Pierre Allain a inventé :
- le sac de couchage en duvet (mais le principe du sac de couchage existait déjà), la cagoule de bivouac, le pied d’éléphant, la veste en duvet. Lancés par Pierre Allain vers 1935, ces équipements permettent d'installer des bivouacs en haute montagne. Ce matériel fut repris par divers fabricants[7] ;
- le mousqueton en alliage léger (65 g au lieu de 140 g) avec amélioration du ressort (1933). Le mousqueton a été utilisé pour la première fois dans l'alpinisme en 1910 par Otto Herzog ;
- le chausson d’escalade « PA », à semelle lisse en gomme, deviendra l’article standard de la varappe, remplaçant les espadrilles (1935, commercialisé en 1948). Le concept de la PA fut d'abord repris par l'EB d'Édouard Bourdonneau, puis par d'autres fabricants de chaussons. Chez les grimpeurs, la PA, plus adaptée à la difficulté accrue des escalades, finit par remplacer la Vibram (de l'Italien Vitale Bramani) ;
- le descendeur (1943). Jusqu'alors, les descentes se faisaient avec la corde prise entre les jambes et l’épaule (rappel en S). Ce descendeur évite les brûlures sur le corps. Les alpinistes furent cependant méfiants au départ et « Le descendeur, modifié par un autre fabricant, ne deviendra courant que dans les années 1960 »[8] ;
- le décrocheur qui permet de faire des rappels de 60 mètres sur une corde de 60 mètres en économisant la corde double en rappel. La corde, nouée sur un crochet à ressort, ne tient que par la tension due au poids de l’alpiniste qui descend (quand la paroi est verticale le seul poids de la corde suffit à maintenir le crochet fermé, dans ce cas il faut soulager le poids de la corde avec un mouvement du poignet pour que la corde et le décrocheur tombent). Dès que le grimpeur libère la corde de son poids, le système tombe avec la corde. Le système restera cependant impopulaire auprès des alpinistes, à cause de son utilisation délicate.

## Hommage et distinction
Selon le ministre et alpiniste Pierre Mazeaud, Pierre Allain est le « premier alpiniste français ».
Il a reçu la distinction suivante :
- Chevalier de la Légion d'honneur.

## Publications
- Alpinisme et compétition, Arthaud 1949 (réédité 1978, 1987, 1999, 2008)   (ISBN 978-2700306200)
- L'art de l’alpinisme, Amio-Dumont, 1956.
- La face nord de l’Aiguille du Dru, in Alpinisme, 1935.

### Filmographie
- Marcel Ichac, Karakoram, 1936.
- Alain Pol, À l'assaut de la tour Eiffel, 1947.